# Gracias Gauchito
Gracias Gauchito es una película documental coproducción de Argentina y Paraguay filmada en colores dirigida por Christian Jure sobre su propio guion que se estrenó el 8 de noviembre de 2018. El filme   tiene como tema central la vida de Antonio Gil y la veneración popular que nació hacia su figura y está protagonizado por Diego Cremonesi, Lali González y Jorge Sienra.

## Sinopsis
La vida del gaucho Antonio Gil, su defensa de los más pobres y algunos sucesos que se suponen milagrosos, dio origen a una leyenda y a la construcción de un mito son los ejes del filme. Testimonios de esa leyenda son los altares rojos que aparecen día a día al costado de las rutas en devoción al Gauchito Gil,  venerado en Argentina, Paraguay y Brasil, santo pagano de los desposeídos, degollado en el siglo XIX. 

## Reparto
Participaron del filme los siguientes intérpretes:
- Diego Cremonesi
- Lali González
- Héctor Silva
- Dani González
- Jorge Sienra
- Enrique Pavón

## Comentarios
Adolfo C. Martínez en La Nación escribió:

”Antonio Gil… se enrola en las tropas del caudillo Zalazar, pero las atrocidades de esa banda lo obligan a escapar, convirtiéndose en un desertor condenado a muerte. A lomo de caballo, recorre kilómetros ayudando a los desposeídos y convirtiéndose en un hombre que es reconocido por los humildes como alguien digno de venerar. El director Cristián Jure elaboró con estos elementos del folclore alrededor de la figura del Gauchito Gil, apoyado por una muy buena actuación de Jorge Sienrra, una trama atractiva y con buen ritmo.”

Isabel Croce en La Prensa escribió:

”…una película de malos y buenos, sin características intermedias, con logradas escenas de acción, anacrónicas secuencias de sexo (suerte de "jóvenes coristas" en las morenadas a puro candombe, más lencería actual en seducciones gauchas) y buen ritmo. Valiosa por visibilizar una figura querida por la tradición popular y celebraciones como la del "santito negro" San Baltasar en el noreste de nuestro país; sin olvidar el recuerdo de la terrible Guerra de los Niños de la Triple Alianza, prácticamente olvidada en los manuales de enseñanza.”